# Verdello (limone)
I Verdelli sono una varietà di limoni della Sicilia, la cui produzione viene ottenuta da un processo che favorisce una fioritura abbondante. Gode di una certa popolarità, tanto che esiste anche una sagra ad esso dedicata. È stato inserito nell'elenco dei Prodotti agroalimentari tradizionali (PAT) della Regione Sicilia.

## Caratteristiche

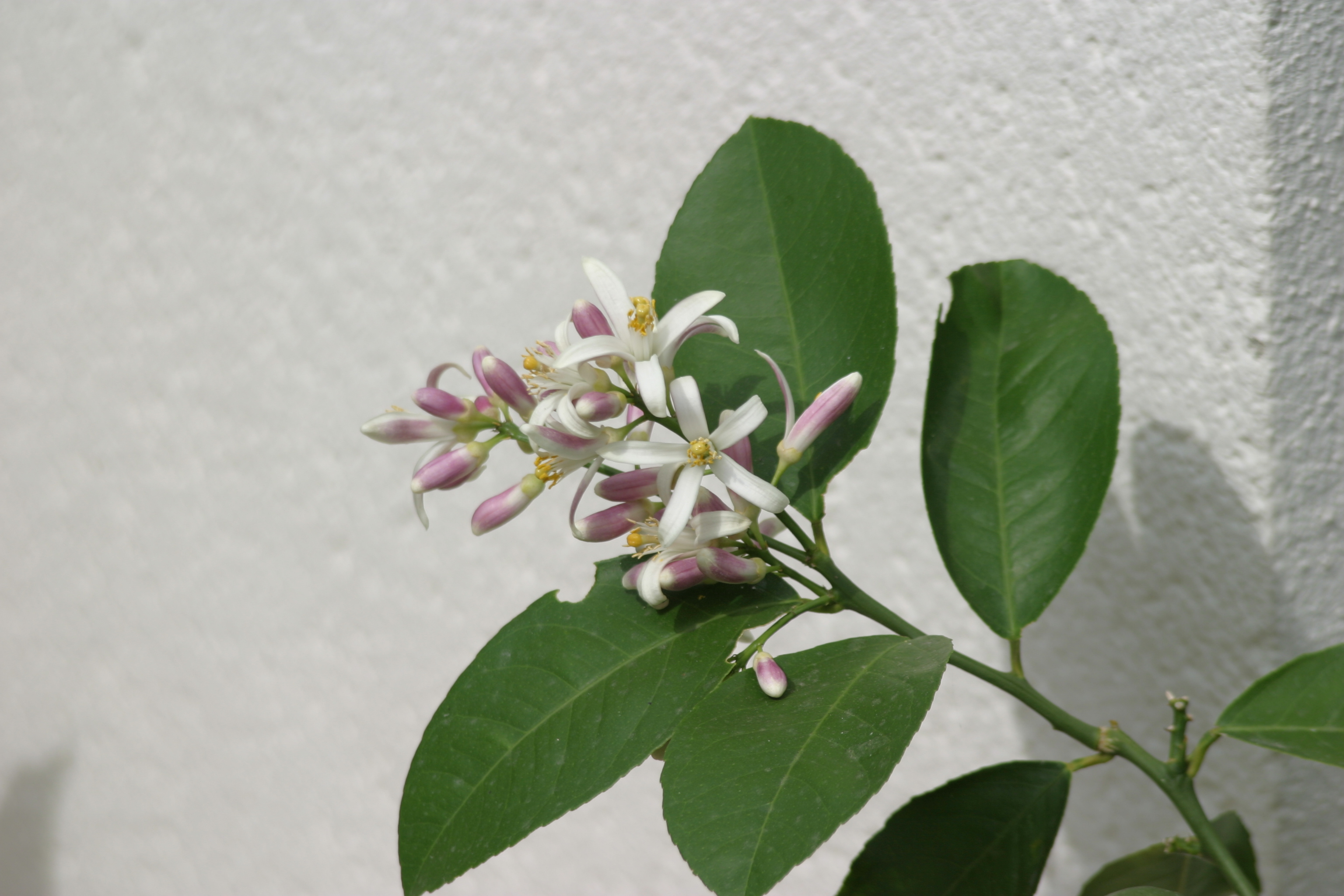
Fiore della pianta del limone

Il limone Verdello nasce da piccole piante dai rami irregolari con gemme violacee e foglie di forma allungata e ovale. I fiori sono grandi, di colore bianco con sfumature color porpora e situati alla base delle foglie. I frutti, ovali e allungati, hanno una buccia di colore verde chiaro a grana fine, che col tempo può diventare giallastra. Anche le foglie sono ovali ed allungate. La polpa, gialla, è meno acida di quella del primofiore. Le principali zone di coltivazione sono in Sicilia, particolarmente localizzate a Siracusa, Acireale, Fiumefreddo, Avola, Noto, Santa Teresa di Riva e Roccalumera. Il limone è di calibro 3, 4 e 5 e il peso si aggira attorno ai 100 g. Inoltre, grazie alla sua elevata resistenza, viene utilizzato come cibo nelle lunghe spedizioni.

## Coltivazione

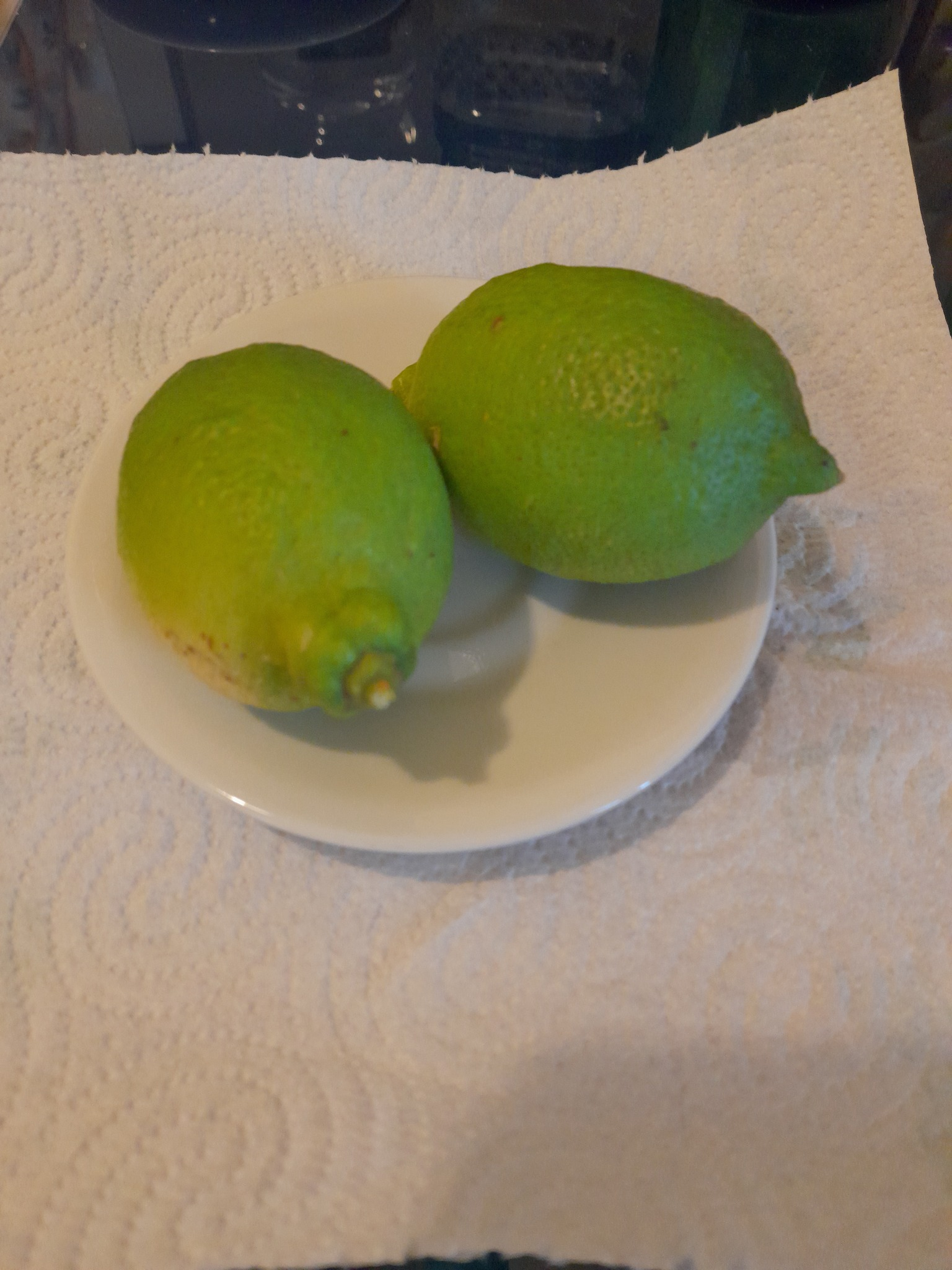
Verdello, frutto dell'omonima pianta

Il periodo di maggiore consumo è quello estivo (da maggio-giugno a settembre-ottobre) con una tecnica di agricoltura specializzata. Dalla terza settimana di Giugno si interrompe l'irrigazione della pianta per 30 o 40 giorni. In questo modo la pianta si limita a svolgere la fotosintesi e le foglie appassiscono, il che stimola la pianta ai fini di abbondante fioritura. Durante gli inizi di Agosto si riprende l'irrigazione, così la pianta e i Verdelli riprendono vitalità. Alla fine del mese si raccolgono i limoni.

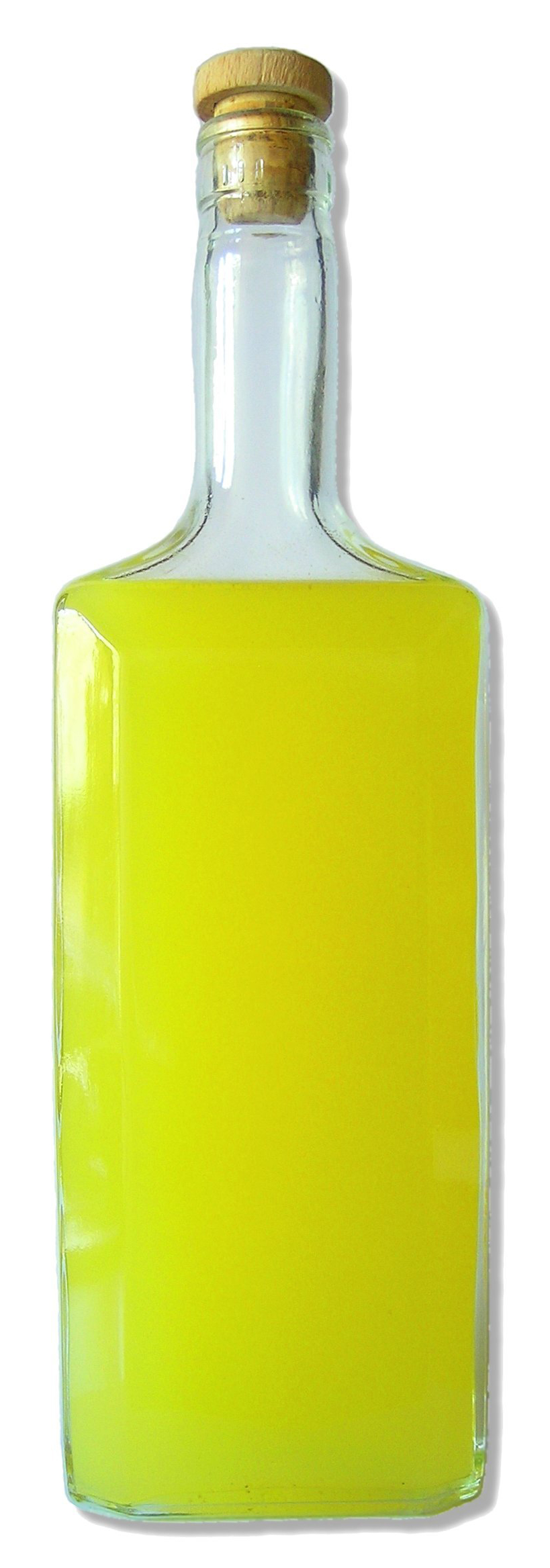
Limoncello fatto in casa

## Uso in cucina
Il succo del Verdelli è molto usato in cucina poiché conferisce agli alimenti un tono aspro, ma è anche dissetante come bevanda. Utilizzata è anche la scorza: usata candita nei dolci, fresca nelle bevande e utilizzata nei liquori, come il Limoncello.

## Benefici per la salute
Il limone, grazie all'elevato contenuto di acido ascorbico (vitamina C), contrasta la formazione di radicali liberi e rafforza le difese immunitarie. Inoltre è consigliato nei casi di raffreddore, influenza, affezioni intestinali e gastriti. Combatte lo stress, protegge i fumatori dalle malattie, aumenta le prestazioni sportive e agisce sulla crescita e prevenzione alla senescenza.